# Pierre Senska
Pierre Senska (* 21. Juni 1988 in Berlin) ist ein deutscher Behindertenradsportler, der in der Klasse C1 startet.

## Sportliche Laufbahn
Pierre Senska hat von Geburt an Muskelschwund an den Unterschenkeln, die Folge sind steife Fußgelenke. Als er 14 Jahre alt war, empfahl ihm ein Arzt, zur Therapie Sport zu treiben. Seit 2001 ist er als Leistungsradsportler aktiv.

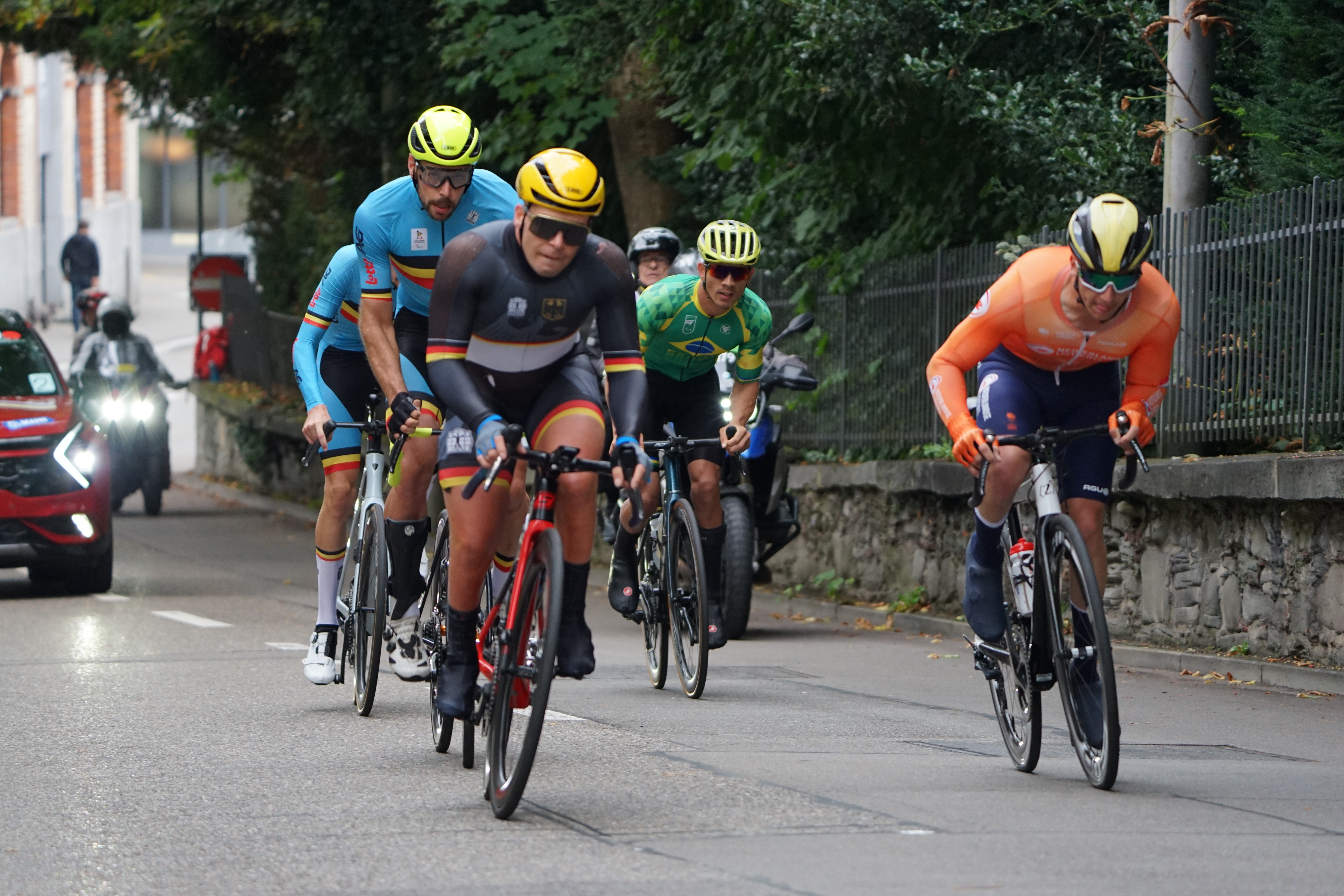
Pierre Senksa an den Paracycling-Straßenweltmeisterschaften 2024

Seitdem wurde Senska, ein ausgebildeter Groß- und Außenhandelskaufmann, sieben Mal Weltmeister, 2006 auf der Bahn  mit Mario Hammer im Teamsprint sowie 2007, 2009, 2014, 2015, 2017 und 2018 Weltmeister im Straßenrennen. 2008 startete er bei den Sommer-Paralympics in Peking und belegte Platz fünf im Teamsprint und Platz sechs im Einzelzeitfahren auf der Straße.
Bei den Paracycling-Straßenweltmeisterschaften 2019 sowie 2021 wurde Senska Vize-Weltmeister im Straßenrennen. Bei den Paracycling-Bahnweltmeisterschaften 2022 errang er jeweils Bronze in Verfolgung, Scratch und Omnium.

## Ehrungen
2007 wurde Pierre Senska von der Stiftung Deutsche Sporthilfe als Juniorsportler des Jahres im Bereich Behindertensport ausgezeichnet.

## Erfolge

### Straße
2006
- Weltmeisterschaft – Straßenrennen

2007
- Weltmeister – Straßenrennen

2009
- Weltmeister – Straßenrennen

2010
- Weltmeisterschaft – Straßenrennen

2011
- Weltmeisterschaft – Straßenrennen

2014
- Weltmeister – Straßenrennen

2015
- Weltmeister – Straßenrennen

2017
- Weltmeister – Straßenrennen

2018
- Weltmeister – Straßenrennen

2019
- Weltmeisterschaft – Straßenrennen

2021
- Weltmeisterschaft – Straßenrennen

### Bahn
2006
- Weltmeister – Teamsprint (mit Mario Hammer)
- Weltmeisterschaft – Zeitfahren

2009
- Weltmeisterschaft – Zeitfahren

2022
- Weltmeisterschaft – Verfolgung, Scratch, Omnium

2023
- Weltmeisterschaft – Scratch